# Usnea hirta
Usnea hirta, selten auch als Grubige Bartflechte bezeichnet, ist eine auf Baumrinde wachsende Strauchflechtenart.

## Beschreibung
Der strauchig-buschige Thallus der Grubigen Bartflechte ist nur an einer Stelle mit der Unterlage verwachsen, grau- bis gelbgrünlich und erreicht bis etwa 5 cm Länge und Breite. Die Äste sind bis etwa 0,6 mm dick (selten mehr), teilweise kantig oder etwas grubig und besitzen innen einen zähen, weißen Zentralstrang. Kennzeichnend sind eine helle Basis und zahlreiche dornartig abstehende, lange und dünne Isidien. Fruchtkörper (Apothecien) sind sehr selten.

## Standort und Verbreitung
Die Grubige Bartflechte wächst auf Baumrinde, hauptsächlich an Nadelbäumen oder Laubbäumen mit saurer Borke. Sie ist die trockenheitstoleranteste Art ihrer Gattung und zugleich eine der häufigsten Usnea-Arten in Mitteleuropa. Dennoch ist auch sie wie fast alle Strauchflechten besonders empfindlich gegenüber Luftschadstoffen und daher aus vielen Gebieten Deutschlands fast verschwunden oder nur in Kümmerwuchs anzutreffen. Als Folge der Rauchgasentschwefelung kann sie allerdings zunehmend auch in industrialisierte Ballungsräume wieder einwandern.

## Sonstiges
Die Bryologisch-lichenologische Arbeitsgemeinschaft für Mitteleuropa benannte die Grubige Bartflechte als Flechte des Jahres 2005.